# Palmerarkipelagen
Palmerarkipelagen är en ögrupp utanför Antarktishalvön.
Adrien de Gerlache, ledare för Belgiska Antarktisexpeditionen (1897–1899), upptäckte ögruppen 1898, och döpte den efter kapten Nathaniel Palmer, som seglade här 1820.

## Öar

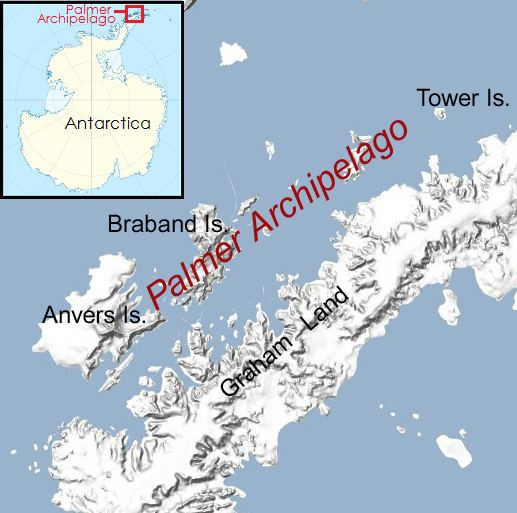
Karta över Palmerarkipelagen

- Abbottön
- Alphaön
- Anversön
- Brabantön
- Buffön
- Cobalcescouön
- Cormorantön
- Davisön
- Deltaön
- Doumerön
- Dreamön
- Etaön
- Halfwayön
- Hermitön
- Humbleön
- Janusön
- Lambdaön
- Lecointeön
- Litchfieldön
- Liègeön
- Ohlinön
- Omegaön
- Pabellonön
- Spertön
- Spumeön
- Torgersenön
- Towerön
- Trinityön
- Tripodön
- Two Hummockön
- Walsham Rocks
- Wienckeön
- Yokeön
- Zigzagön

### Fotnoter
1. ↑  ”Palmer Archipelago: Antarctica”. Geographic.org. http://geographic.org/geographic_names/antname.php?uni=11299&fid=antgeo_117. Läst 31 december 2011.